# Liste JWA
Die Liste JWA ist eine Partei in Südtirol. Sie wird dem rechtspopulistischen bis rechtsextremen Spektrum zugeordnet. Sie ist mit einem Sitz im Südtiroler Landtag vertreten.

## Geschichte
Die Liste JWA wurde im Juli 2023 vom Listenführer und Spitzenkandidaten Jürgen Wirth Anderlan aus der Taufe gehoben, um bei den Südtiroler Landtagswahlen 2023 antreten zu können. Die Liste JWA vertritt überwiegend rechtspopulistische bis rechtsextreme Positionen, verwendet Begrifflichkeiten wie „Überfremdung“ und vertritt Thesen vom „Großen Austausch“. Eine „Massenmigration“ werde dazu führen, dass „unser Volk“ bald die „Minderheit im eigenen Land“ sei. Weiteres zentrales Thema ist Ablehnung der staatlichen Maßnahmen zur Eindämmung der COVID-19-Pandemie. Eine Forderung der Partei lautet: „Coronaverbrecher anklagen!“. Zudem sprach Anderlan bei der Parteipräsentation von „Gender-Scheiße“, einer „Vergewaltigung unserer Muttersprache“, sowie von politischer Unterstützung aus dem „österreichischen und deutschen Vaterland“. Wenige Monate nach dem Treffen von Rechtsextremisten in Potsdam 2023 traf sich Anderlan mit dem rechtsextremen Aktivisten Martin Sellner in Wien, um über Remigration und den „Bevölkerungsaustausch“ zu sprechen. Anderlan lud Sellner nach Südtirol ein.
Bei den Südtiroler Landtagswahlen 2023 konnte die Liste JWA 16.597 Stimmen (5,9 %) und damit zwei (Voll-)Mandate für den Südtiroler Landtag und damit gleichzeitig den Regionalrat Trentino-Südtirol erringen. Listenführer Jürgen Wirth Anderlan bekam 14.043 Vorzugsstimmen (an 7. Stelle unter den 35 gewählten Abgeordneten), Andreas Colli erreichte 4.380 Vorzugsstimmen und damit das zweite Mandat. Ein Jahr nach den Landtagswahlen im Oktober 2024 verließ Colli die JWA-Fraktion.